# Eligmodontia morgani
Eligmodontia morgani is een zoogdier uit de familie van de Cricetidae. De wetenschappelijke naam van de soort werd voor het eerst geldig gepubliceerd door J.A. Allen in 1901.

## Voorkomen
De soort komt voor in het zuiden van Argentinië en Chili.